# Кучаби
Кучаби (пол. Kuczaby) — село в Польщі, у гміні Стердинь Соколовського повіту Мазовецького воєводства.
Населення — 91 особа (2011).
У 1975-1998 роках село належало до Седлецького воєводства.

## Демографія
Демографічна структура станом на 31 березня 2011 року:
|          | Загалом | Допрацездатний вік | Працездатний вік | Постпрацездатний вік |
| -------- | ------- | ------------------ | ---------------- | -------------------- |
| Чоловіки | 46      | 9                  | 31               | 6                    |
| Жінки    | 45      | 10                 | 24               | 11                   |
| Разом    | 91      | 19                 | 55               | 17                   |